# Pueblo Nuevo (Nicaragua)
Pueblo Nuevo è un comune del Nicaragua facente parte del dipartimento di Estelí.